# Högmålsbrott

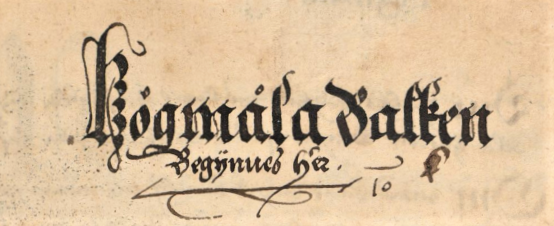
Första sidan av Högmålabalken i Kristoffers landslag (ca 1550), Kungliga biblioteket.

Högmålsbrott är en typ av särskilt svåra förbrytelser.
I de äldre landslagarna (och även i stadslagen) förekom en särskild högmålsbalk, där sådana svåra brott inkluderades. De innefattade mord, särskilt svåra dråp, mordbrand, tvegifte och högförräderi. I landslagen inkluderades även tidelag.
I 1783 års lag fanns högmålsbalken med i tidiga utkast, men togs bort i den slutliga versionen.
Senare har ordet kommit att beteckna sådana brott som utgör ett hot mot statens fortbestånd eller angrepp på statsöverhuvud (jämför majestätsbrott, högförräderi).
Högmålsbrott regleras i brottsbalkens 18:e kapitel. Med termen åsyftas brott i syfte att omstörta statsskicket. Högmålsbrott, där hjälp tas från främmande makt, är högförräderi; annars är det uppror.